# Фернандо Клімент
Фернандо Клімент (ісп. Fernando Climent, 26 липня 1958) — іспанський академічний веслувальник.
Срібний призер Олімпійських Ігор 1984 року в складі розпашної двійки без стернового, учасник 1988, 1992, 1996 років.
Чемпіон світу 1979 (вісімки легкої ваги), 1993 (розпашні двійки без стернового легкої ваги) років, срібний призер 1977 (вісімки легкої ваги), 1989 (парні двійки легкої ваги) років, бронзовий призер 1980 (вісімки легкої ваги), 1981 (вісімки легкої ваги), 1982 (вісімки легкої ваги), 1985 (розпашні двійки без стернового), 1991 (розпашні четвірки без стернового легкої ваги) років.